# Catephia diffusa
Catephia diffusa là một loài bướm đêm trong họ Erebidae.